# 3393 Štúr
A 3393 Štúr (ideiglenes jelöléssel 1984 WY1) a Naprendszer kisbolygóövében található aszteroida. Milan Antal fedezte fel 1984. november 28-án.